# Markbach (Sauer)
Der Markbach ist ein gut vier Kilometer langer rechter Zufluss der Sauer im Elsass (Region Grand Est).

## Verlauf
Der Markbach entspringt auf einer Höhe von ungefähr 400 m in der Forêt de Katzenthal in den Nordvogesen nördlich vom Weiler Disteldorf. Er fließt zunächst in südlicher Richtung, bildet zwei kleine Weiher und wird danach von einem zweiten Quellbach gestärkt. Seine Laufrichtung ist nun der Südosten, seine Hauptfließrichtung, welche er im Wesentlichen bis zu seiner Mündung beibehält. Südöstlich von Disteldorf fließt ihm auf seiner rechten Seite ein kleiner Waldbach zu. Der Markbach  läuft nun durch die Forêt de la Verrerie östlich am Morgenkopf vorbei, durchfließt dann die Kuehlaege und endet in einer Bachschwinde etwa 250 m von der Sauer entfernt. Ein weiteres Bachbett bis zur Sauer existiert nicht.
Auf der anderen Seite, etwas weiter nördlich, fließt der Schmelzbach und dann etwas flussabwärts der Verlorenerbach  in die Sauer.